# 両開き

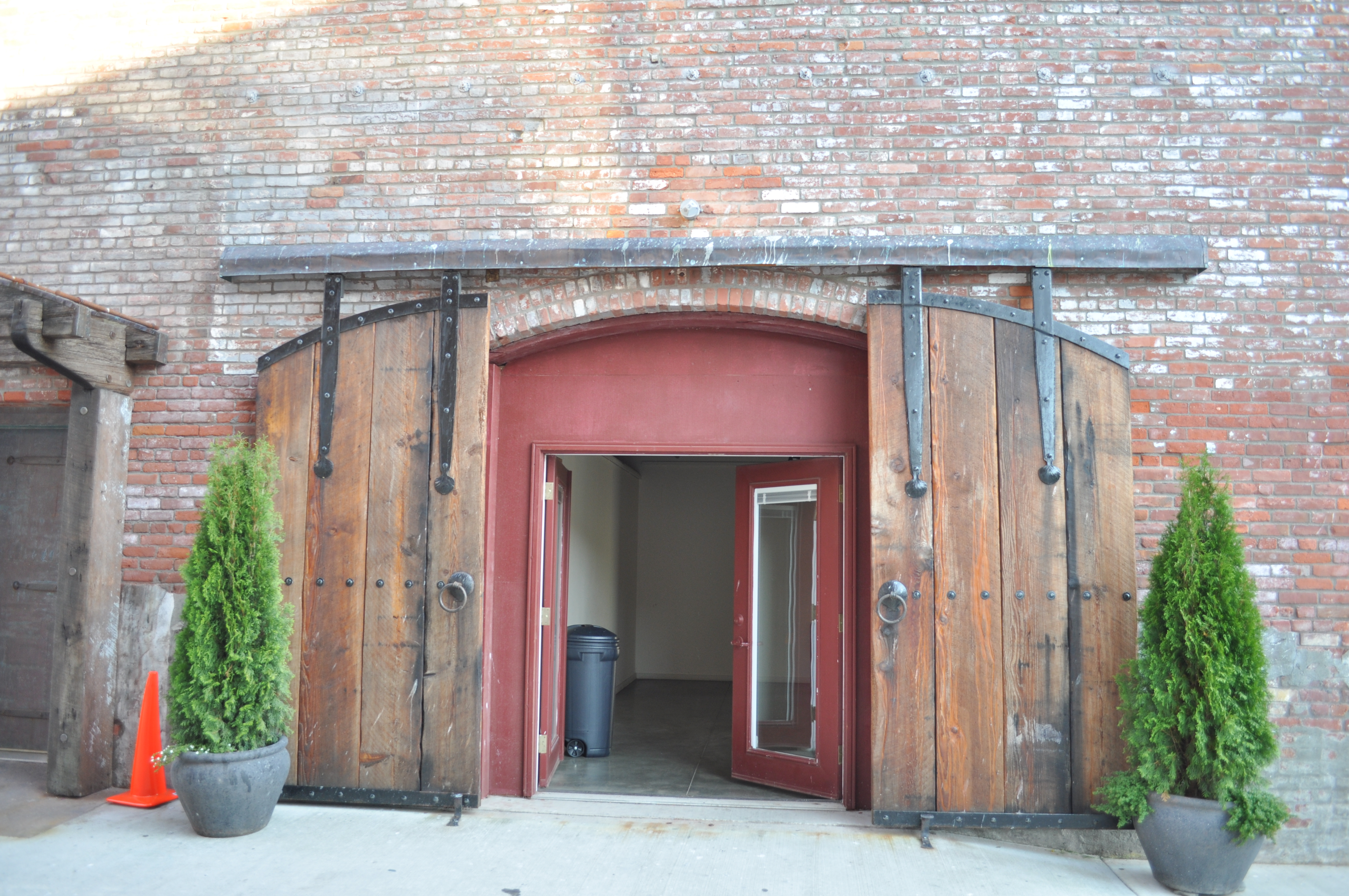
両開きの引き戸（手前）と開き戸（奥）

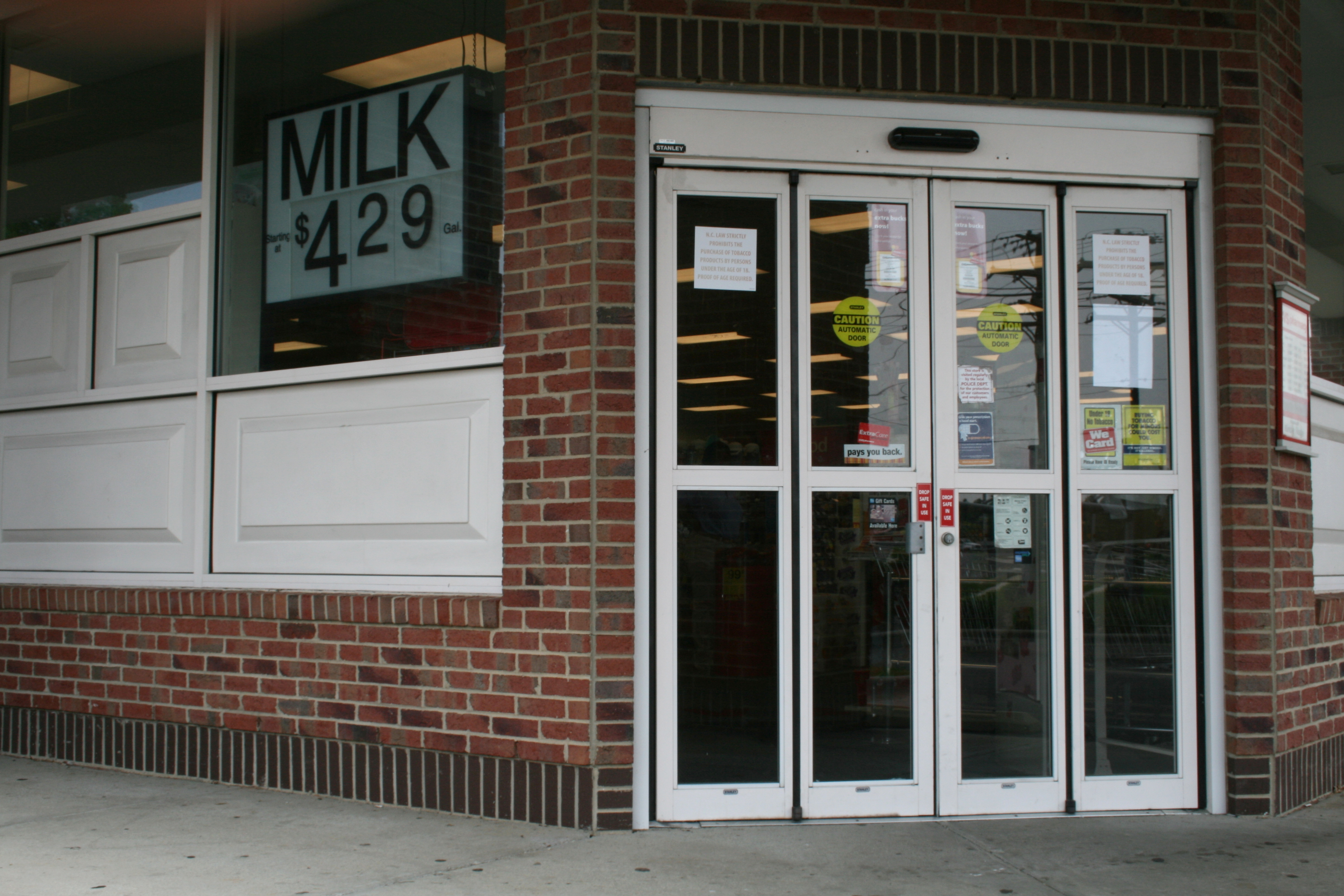
店舗入り口に設置された両開き折戸の例

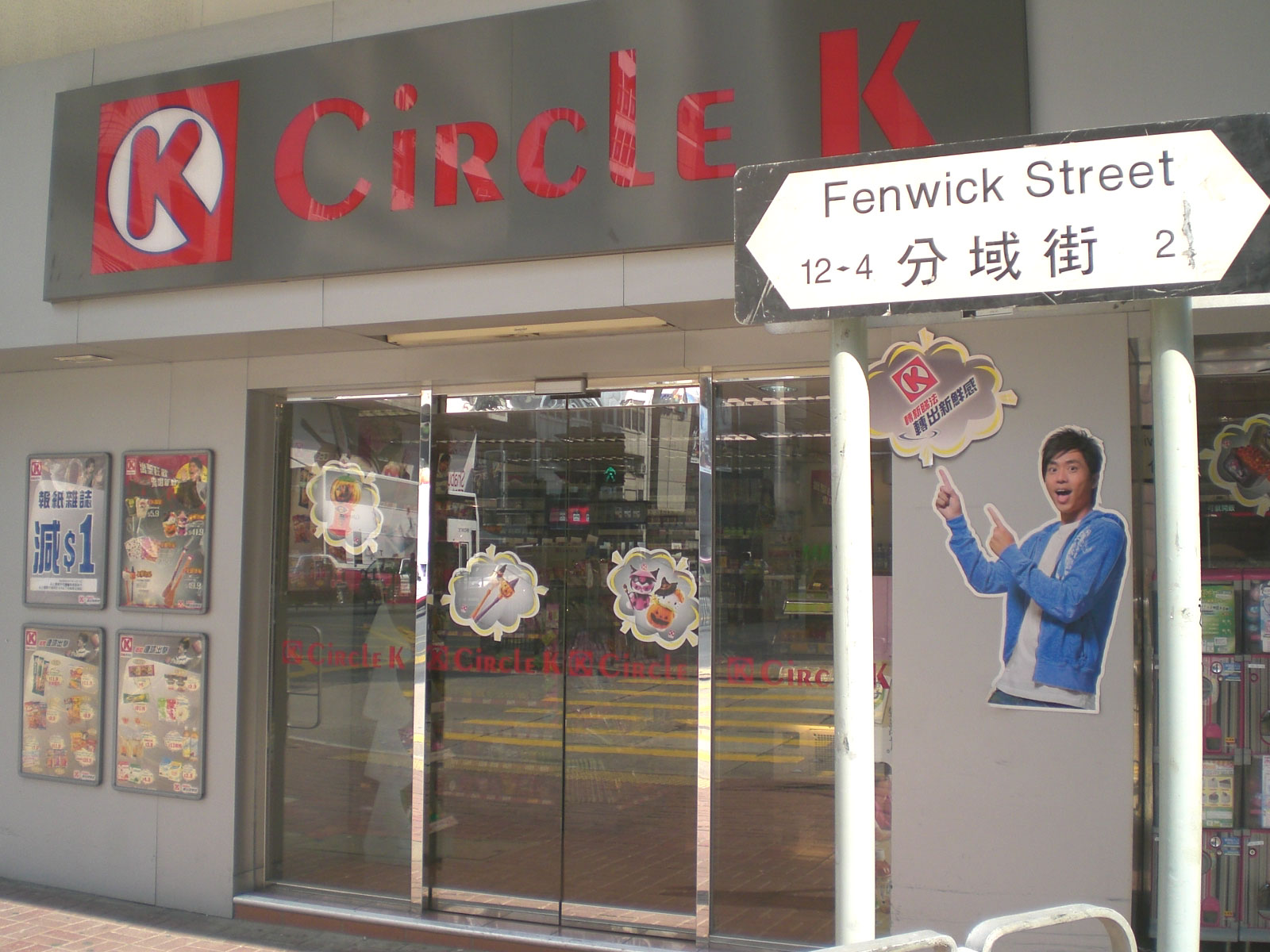
店舗入り口に設置された両開き引戸の例

両開き（りょうびらき）は、扉の開閉の形態のひとつで、2枚の扉を左右に移動させることにより扉を開閉するものを指す。対義語は1枚の扉を移動させることで開閉させる片開き。両開きで開閉する扉は、両開き戸、両開き扉と呼ばれる。

## 開き戸における両開き
両開きの開き戸は、大きな備品の搬入・搬出が必要であったり、多くの人が出入りするオフィスや公共建築などに用いられる。また、住宅の門扉、オフィス用家具、大型の冷蔵庫等にも用いられている。
病院の手術室入口などのスムーズな開閉（速やかな開閉）が求められる場所では、双方向（扉の手前側及び奥側）いずれからも押して開く構造のスイングドアが多く用いられる。

## 折戸における両開き
扉を収納するスペースがなく、かつ開き戸では開扉時のスペースが取れない場合には、折戸を両開きにした扉が採用されることがある。これは「4枚折戸」とも称され、路線バスや一時期の路面電車などでは国を問わず採用されている。

## 引き戸における両開き
両開きの引き戸は、両引き戸、引き分け戸とも呼ばれる。両引き戸は、2枚の扉が1本の溝やレールに案内される点で、複数枚の扉が複数の溝やレールに案内される引き違い戸と異なる。
両引き戸は、建物の入口に自動ドアが設置される場合や、エレベーターのドア等に用いられる。2枚の扉を手動で開閉する場合には、両引き戸ではなく、引き違い戸が用いられることも多い。

### 日本の鉄道における両開き扉

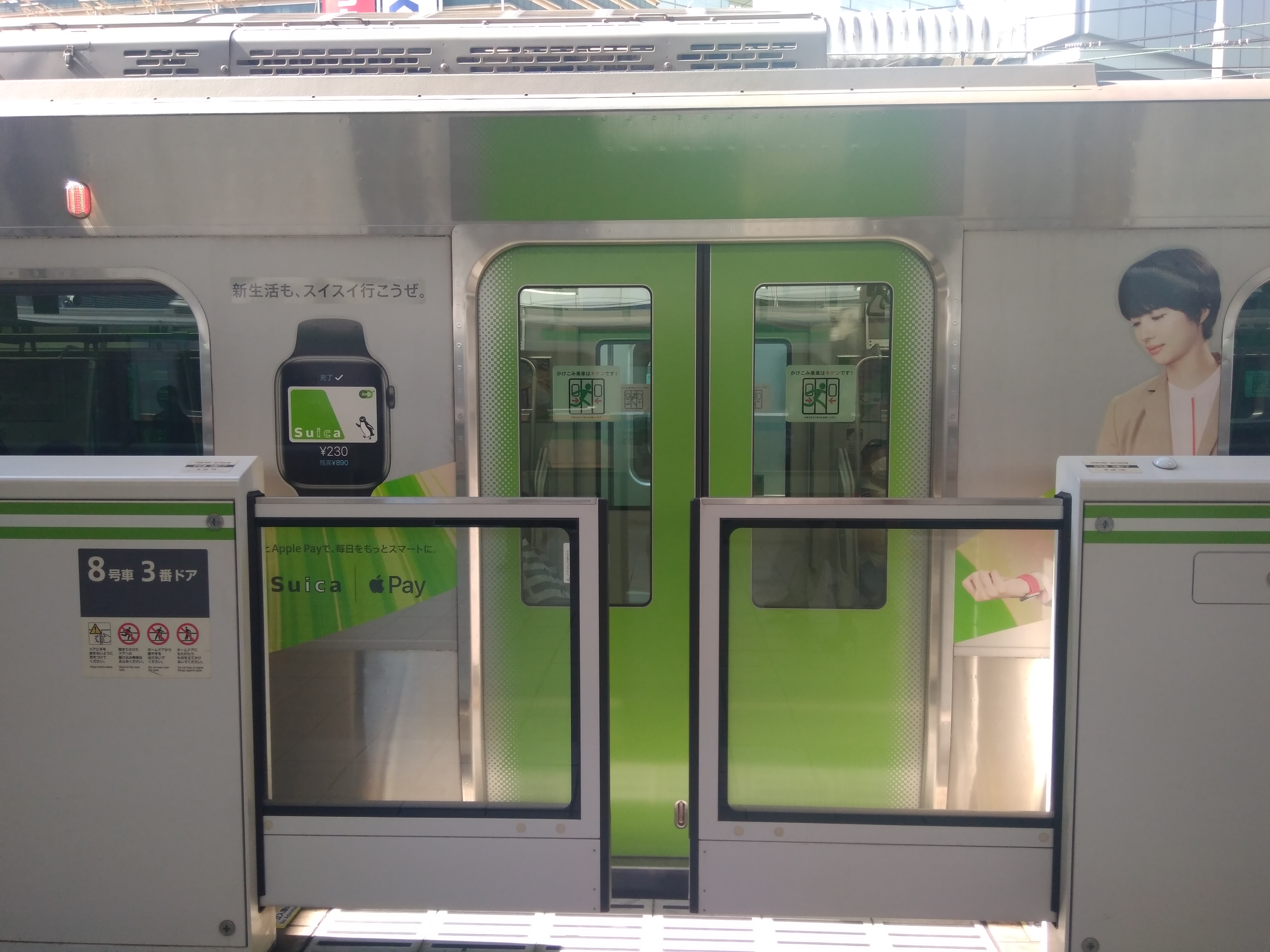
JR東日本E235系電車の両開き扉（山手線）。手前のホームドアも両開きになっている。

現在の日本の鉄道車両においては、路面電車や荷物車・貨車での採用が先行した。
通勤形車両においても、扉の有効開口寸法の拡大と開閉に要する時間の短縮のため、1960年代以降に新造された通勤型車両の大半は両開き扉となっている。これは、西武所沢車両工場が1959年（昭和34年）に納入した西武451系電車より搭載した1基のドアエンジンで両開客用扉の開閉動作を行う戸閉装置「ST式戸締機構」を開発・搭載したがきっかけとなった。
それまでの両開客用扉においては、左右の扉に1基ずつ計2基のドアエンジンを必要とし、開閉動作の同期や保守コストなどで難があったが、ST式戸閉装置においては、客用扉鴨居部に環状のゴムベルトを渡し、左右の扉の上部をベルトの上下にそれぞれ固定して連動させることによって、1基のドアエンジンのみで開閉動作を可能とした。西武鉄道は特許を取得した上で国鉄・私鉄を問わずこの技術を公開したため、両開客用扉を採用する鉄道車両が数多く製造されるようになった。
ただし、京浜急行電鉄のように、扉の幅よりも扉の数を増やした方が得策として、他社よりも遅くまで片開き扉の採用を続けていた事業者も存在する。また、珍しい例としては、同じ車両に両開きと片開きの扉が混在する車両もある（JR四国6000系電車・JR四国7000系電車など）。
特急形車両では、両開き扉が採用されている車両は日本においては少数である（JR東海373系電車、名鉄2000系電車など）。JR北海道は寒冷地の保温対策を理由に、営業用車両は通勤型も含め全て片開き扉となっている。
ホームドアについては、両開き車両が主に発着する路線の駅においては両開き扉が用いられることが一般的であるが、特急で片開き型の車両の乗降時は片側の扉だけ開くものも存在する。

### エレベータの両開き扉
エレベータ（エレベーター）で両開き扉がある。中央から開くので、大勢の出入りに都合がよい。挟まれ防止の仕組みに差があり、機械式センサを両側の扉に持つもの、一方のみに持つもの、扉にセンサが無く、光学的センサがついているものがある。